# セルビア・モンテネグロの歴史
セルビア・モンテネグロの歴史を述べる。民族の歴史としてはセルビアの歴史およびモンテネグロの歴史も参照。
この地域には「民族のモザイク」と呼ばれるため特定の国の歴史を記述するのは難しいといっていい。民族ではなく地域の歴史としてみれば、古代にはローマ帝国、中世には東ローマ帝国とオスマン帝国、近代にはオーストリア・ハンガリー二重帝国とロシア帝国など大国が影響力を行使してきたなかで歴史が形成されていったといえよう。

## 古代
この地域には紀元前から人が定住してきた。紀元前1世紀にローマの属州となりローマ化が進んだ。4世紀にはゲルマン人のテオドリックの反乱がいまのブルガリア周辺で勃発し、この地も騒乱の渦中となった。その後の民族大移動期には東ゴート人、フン族、アバール人がここを通過し、6世紀にはスラブ人が定住し、独自の王国を建設し始めた。これが今のセルビア人やモンテネグロ人、クロアチア人、スロヴェニア人のルーツである。ただし、モンテネグロ人だけは、古代イリュリアのイリュリア人の可能性も残されている。

## セルビア王国とオスマン帝国の支配
これらの諸民族はテュルク系のブルガール人の支配下に入ったりしたが、10世紀には東ローマ帝国の支配下に入り正教会などビザンティン文化を受容した。
11世紀には独立の気運が高まり12世紀には独立。1217年にセルビア王国が建国され、14世紀までにはバルカン半島に広大な領土を確保し、隆盛を極めた。その一方ハンガリー王国やオスマン帝国の圧迫も受けるようになり、1389年のコソボの戦いに敗北すると、オスマン帝国の支配下に入った。
18世紀に入るとオスマン帝国の衰退にともないハプスブルク帝国が進出。両者の争奪の場となった。セルビアがオーストリアの支援を希望したが受け入られず、オスマン帝国とロシア帝国の間のキュチュク・カイナルジ条約によって、ロシアの保護下に置かれた。
19世紀にナポレオン戦争の混乱に乗じて、独立を企図するがロシアの支援が得られず失敗。だが、セルビア公オブレノビッチがオスマン帝国を破り、事実上の独立を勝ち得た。

## 民族主義の近代
ナポレオン戦争後のウィーン体制では自由主義、民族主義が抑圧されたため、セルビアの独立は困難であった。そのさなかでも南スラブ民族の間で民族主義は高まりを見せ大セルビア主義が標榜された。1875年にボスニア・ヘルツェゴビナでの反乱をセルビアは支援。1875年のサン・ステファノ条約で国際的に独立を果たした。
20世紀に入るとオーストリア・ハンガリー二重帝国がこの地域に勢力を伸ばし始めた。1908年の同帝国のボスニア・ヘルツェゴビナ併合はバルカン半島のスラブ人の反発を買った。1912年と1913年のバルカン戦争ではオーストリア・ハンガリー帝国の干渉があり、さらに両国の軋轢は顕在化した。

## 2つの世界大戦
1914年にサラエヴォ事件による第一次世界大戦が勃発すると、セルビアは連合国側について戦った。一時は中央同盟軍に国土を占領される窮地に陥ったが、最終的に戦勝国となり1918年のサン＝ジェルマン条約で「大セルビア主義」に基づき「セルビア・クロアチア・スロヴェニア人国」が建国された。ところが、建国当初から内紛が頻発し、1929年にクロアチア王アレクサンダル1世がクーデターを起こしユーゴスラビア王国とした。
第二次世界大戦ではナチス・ドイツに占領され、親独政府が樹立されたが、その一方で反枢軸政府も並び立ち、各地で共産主義者によるパルチザン闘争が展開され、1945年3月にはチトーによる社会主義政府がベオグラードに樹立された。

## ユーゴスラビアの成立と崩壊
戦後の1946年、ヨシップ・ブロズ・チトーの指導のもと「ユーゴスラビア連邦人民共和国」（のちにユーゴスラビア社会主義連邦共和国に改称）が建国され、1953年にチトーが大統領となった。チトー率いるユーゴスラビア共産主義者同盟政権はソ連と一線を画した社会主義政策を展開し、第3世界の主要国としての地位を確立した。
1980年に強い指導力のもと民族融和に努めてきたチトーが死ぬと集団指導体制に移行。これを契機に民族対立が顕在化し、1990年にはクロアチア、スロベニアが独立。翌年には内戦が勃発した（クロアチア戦争、10日間戦争）翌年1992年にはユーゴスラビアは崩壊、さらにボスニア・ヘルツェゴビナが分離し、内戦が勃発した。1994年には国連による経済制裁を受け経済は壊滅。さらに1995年にはコソボ紛争が起こり北大西洋条約機構の空爆を受けた。
2000年にはスロボダン・ミロシェヴィッチ政権が民衆の暴動で崩壊。2003年には緩やかな連合体である「セルビア・モンテネグロ」となった。
2006年、モンテネグロで行われた独立を問う国民投票で半数を超えたため、独立は必至となった。独立に反対するモンテネグロの野党連合は投票に不正の疑いが残っていると主張して国民投票管理委員会に異議申し立てをしたが、国際社会もモンテネグロの独立を容認。モンテネグロ共和国は、6月3日、独立を宣言。ここにセルビア・モンテネグロ及びユーゴスラビアは完全に解体した。